# Motorsportol.hu

A Motorsportol.hu (Motorsport Online) egy online híroldal, amely elsősorban pályaautós és motoros szakágakkal foglalkozik a motorsportok világában. A híroldal magyar nyelvű, de a szerkesztők írtak már nemzetközi autósportos oldalakra is.

## Története
A Motorsportol.hu 2023-ban alakult, azonban a múltja 2009-ig vezethető vissza. 2009 márciusában Kelemen Attila Forma–1-es blogját felkarolta a Pannon Lapok Társasága, és F1csatorna.hu néven szakportált indítottak. Attila mellett már a kezdetektől fogva a csapat tagja volt Vámosi Péter főszerkesztő-helyettesként. 
2010–2011 környékén világosan látszott, hogy érdemes szélesíteni a portfóliót, így 2012-ben Motorsport Csatorna néven a WTCC és a kamionversenyzés is kiemelt szerephez jutott az oldalon, további motorsportos tartalmak mellett. A portál évekig kizárólagos médiapartnere volt a Symbol Budapest F1 Afterparty sorozatának. 
2017 májusában a teljes akkori szerkesztőség az archívummal együtt kilépett a Pannon Lapok Társasága kötelékéből, és Racingline.hu néven folytatták a tevékenységüket. 2023. március 1-jén azonban az oldal mögött álló cég ügyvezetője úgy döntött, hogy nem kíván tovább együtt dolgozni az akkor már főszerkesztő Vámosival, akivel együtt felállt a legtöbb újságíró is az akkori alakulatból.
Az így „szabaddá vált” csapat 2023. május 28-án elindította a Motorsportol.hu-t, teljesen független motorsportos híroldalként. A Motorsportol.hu pedig rövid időn belül máris a hazai motorsport-weboldalak élvonalába küzdötte magát. 
A Motorsportol.hu számára mindig is fontos volt a közvetlen stílus, a humor, és az, hogy olyasmit is kínáljon az olvasóinak, amit ebben a témakörben más nem. Így a Fan Zone rovatban további érdekességekkel találkozhat az érdeklődő (kvízek, puzzle-k, könyv- és filmajánlók, stb.).

## Munkatársak
A főszerkesztő Vámosi Péter, valamint helyettesként Tajthi Andrea a Motorsportol.hu megalakulása óta irányítják az oldalt. A csapat további állandó újságírói (az FIA és a Dorna által akkreditáltak): Csonka Nikolett, Hegedűs Dávid, Silló Barnabás, Börcsök Réka és Jo Klausmann. 
A szerkesztők mindegyike volt már FIA- és/vagy Dorna-akkreditált versenyeken, a helyszínről tudósítva. 
Fotósként elsősorban Magyar Gábor aktív, aki a Fotoázis fotóstúdiót üzemelteti Kistarcsán.

## Egyéb tevékenységek
Vámosi Péter rendszeresen nyilatkozik az InfoRádiónak a Forma-1 aktualitásairól, míg Tajthi Andrea "And-1" nevű Facebook oldalán oszt meg további személyes véleményeket. 
2023-ig Vámosi Péter volt a Kamion Európa-bajnokság hazai, online közvetítésének egyik kommentátora.
Péter és Andrea szaklektorként közreműködtek a Helikon kiadó által Kari Hotakainen: Az ismeretlen Kimi Räikkönen című könyv magyar kiadásának létrejöttében.

## Elismerések
- 2015-ben Vámosi Pétert a Hungaroring elismerésben részesítette munkásságáért.{{forr}|De ne facebook posztot!}
- 2023-ban Péter mellett Andrea és Nikolett is a Szellemi Tulajdon Nemzeti Hivatalánál oklevélben részesültek, amiért elvégezték az újságíró akadémiájukat.[forrás?]